# 港城路
港城路是中华人民共和国上海市浦东新区的一条街道，东西走向。港城路东起杨高北路，南至江心沙路。
上海轨道交通6号线港城路站设在港城路近张杨北路处。上海轨道交通10号线在港城路上设立双江路站、高桥西站、高桥站，并与6号线共用港城路站。

## 交会道路（东向西）
- 杨高北路

黄潼港桥

- 欧高公路（北）、大同支路(南)
- 张杨北路

大寨河桥

- 和龙路
- 浦东北路（南）、江东路（北）
- 江心沙路